# Prybużany (obwód lwowski)
Prybużany (ukr. Прибужани; hist. Łany Polskie) – wieś na Ukrainie, w obwodzie lwowskim, w rejonie lwowskim (wcześniej w rejonie kamioneckim). W 2021 roku liczyła 589 mieszkańców.
Południową częścią wsi jest dawniej odrębna wieś Łapajówka.
Wieś była wzmiankowana w XV wieku. W II Rzeczypospolitej miejscowość stanowiła początkowo samodzielną gminę jednostkową. 1 sierpnia 1934 roku w ramach reformy na podstawie ustawy scaleniowej została włączona do zbiorowej gminy wiejskiej Kamionka Strumiłowa w powiecie kamioneckim, w województwie tarnopolskim. W 1921 roku gmina Łany Polskie liczyła 681 mieszkańców (337 kobiet i 344 mężczyzn) i znajdowały się w niej 123 budynki mieszkalne. 335 osób deklarowało narodowość polską, 330 – rusińską (ukraińską). 410 osób deklarowało przynależność do wyznania greckokatolickiego, 265 – do rzymskokatolickiego, 6 – do mojżeszowego. 
W kwietniu 1944 roku UPA ograbiła i spaliła większość polskich gospodarstw, zamordowano 21 Polaków. We wrześniu 1945 roku ukraińscy nacjonaliści zamordowali we wsi kolejnych 7 osób.
Po II wojnie światowej wieś weszła w struktury administracyjne Związku Radzieckiego.

## Urodzeni w Prybużanach
- Michał Rękas – polski ksiądz katolicki, dziennikarz, działacz społeczny, założyciel stowarzyszenia Apostolstwo Chorych[7].